# EFTA
EFTA eller Den Europæiske Frihandelssammenslutning (engelsk: European Free Trade Association (EFTA), fransk: L'Association européenne de libre-échange (AELE)), er en international frihandelsorganisation, som har den erklærede målsætning at fremme økonomisk udvikling gennem frihandel og fair konkurrence. I dag består EFTA af Norge, Schweiz, Island og Liechtenstein. EFTA er i modsætning til EU (på det økonomiske område) en fuldstændig mellemstatslig organisation.
Organisationen blev dannet 3. maj 1960 af Danmark, Norge, Portugal, Schweiz, Storbritannien, Sverige og Østrig som en reaktion på det nyoprettede EØF-samarbejde (1957). I 1961 søgte Storbritannien, Danmark, Irland og Norge om medlemskab af EØF (det europæiske økonomiske fællesskab). Det blev dog forhindret af den franske præsident, Charles de Gaulle, der nedlagde veto mod optagelsen. Da de Gaulle trådte tilbage i 1969, søgte Storbritannien, Danmark, Norge og Irland igen om medlemskab af EF (en sammenlægning af EKSF, EØF og EURATOM) og blev, med undtagelse af Norge, officielt optaget 1. januar 1973. Derved forlod de EFTA.
Kongeriget Danmark var i 1960 stiftende medlem af EFTA, men medlemskabet ophørte med virkning fra 1973, da Danmark trådte ind i EF. Grønland var omfattet af EFTA-medlemskabet fra 1961 og Færøerne fra 1968. Siden har Færøerne undersøgt muligheden for et medlemskab af EFTA, i Grønland er der politisk debatteret om landstyret overvejer medlemskab i EFTA på baggrund af Færøernes undersøgelse af et muligt medlemskab. Et medlemskab af EFTA er dog ikke muligt uden, at Kongeriget Danmark som stat bliver medlem af organisationen på vegne af Færøerne og/eller Grønland. I EFTA antages det, at et medlemskab vanligvis er forbeholdt stater. Der er fastsat særlige procedurer for optagelse af stater, jf. artikel 56 i EFTA-konventionen. Danmarks Riges (Rigsfællesskabet) medlemskab af EFTA er folkeretligt forbeholdt Kongeriget Danmark. Som dele af Danmarks Rige kan Færøerne og Grønland med det nuværende traktatgrundlag ikke blive selvstændige medlemmer af EFTA.
I 1986 blev Portugal medlem af EF og forlod EFTA. Samme år blev Finland medlem af EFTA. I 1995 blev Finland, Østrig og Sverige medlemmer af EU og forlod EFTA.
Liechtenstein blev medlem af EFTA i 1991
Siden 1992, hvor EØS-aftalen blev underskrevet, har der været et samarbejde mellem EFTA og EU.